# مری ویزنر-هنکس

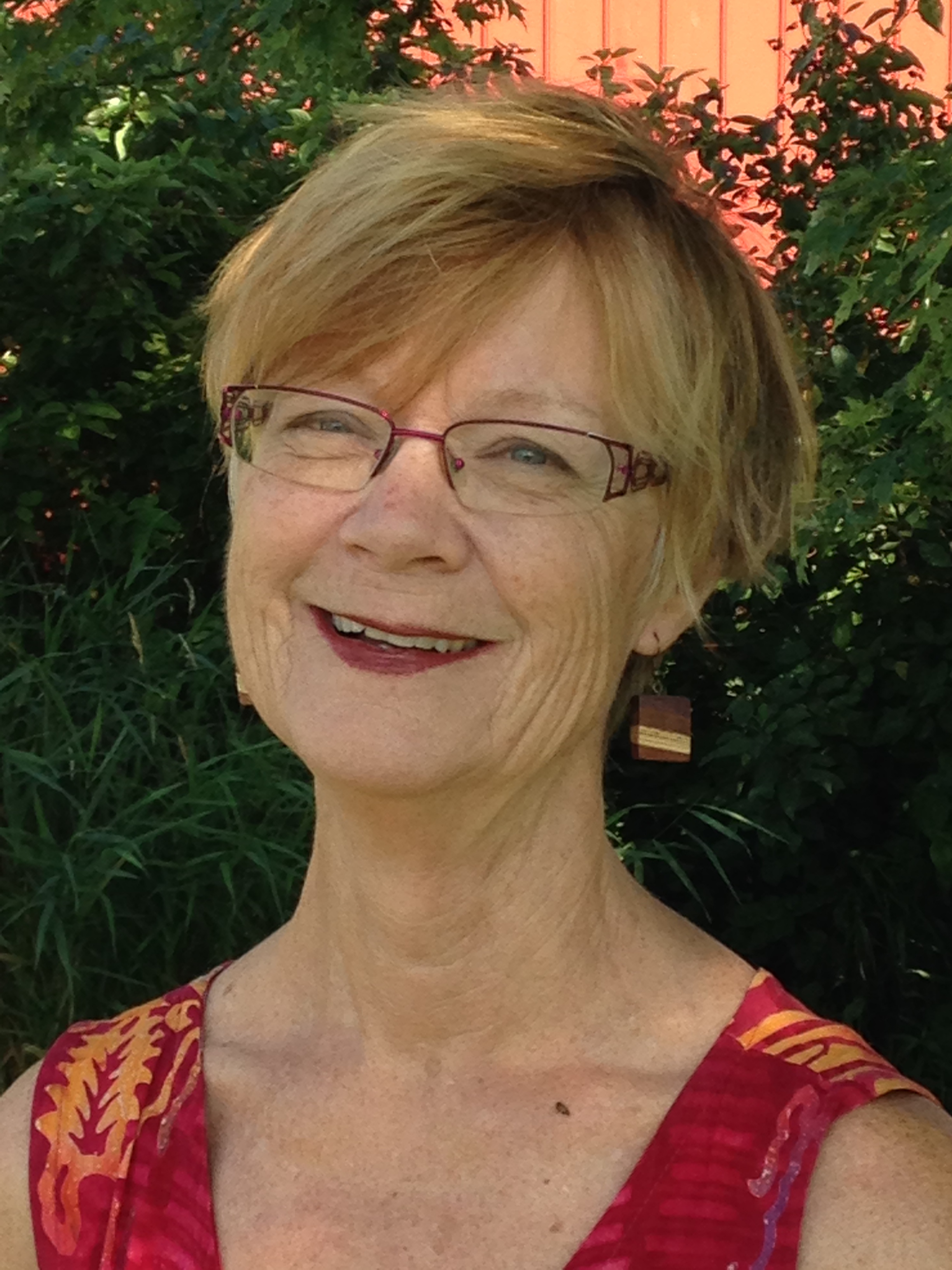
مری ویزنر-هنکس

مری ویزنر-هنکس (به انگلیسی: Merry E. Wiesner-Hanks) مورخ آمریکایی و پروفسور ممتاز در گروه تاریخ دانشگاه ویسکانسین-میلواکی است. او خود را به عنوان "... دو کلاه، یکی به عنوان مورخ اروپای مدرن اولیه و دیگری به عنوان یک مورخ جهانی/جهانی، با تمرکز اصلی بر زنان، جنسیت، و تمایلات جنسی در این ها" توصیف می کند.
او ویراستار ارشد تاریخ جهان کمبریج بوده است.

## منبع
- مشارکت‌کنندگان ویکی‌پدیا. «Merry E. Wiesner-Hanks». در دانشنامهٔ ویکی‌پدیای انگلیسی، بازبینی‌شده در ۲۰۲۴-۰۸-۱۰.